# Dinochloa obclavata
Dinochloa obclavata är en gräsart som beskrevs av Soejatmi Dransfield. Dinochloa obclavata ingår i släktet Dinochloa och familjen gräs. Inga underarter finns listade i Catalogue of Life.